# 德力格尔
德力格尔（1959年—），中国一级演员，内蒙古自治区呼伦贝尔市人，出生于巴彦淖尔市，毕业于上海戏剧学院。1986年，因在电影《成吉思汗》中扮演成吉思汗而成名。

## 作品列表

### 电影作品
- 《嘎达梅林》（2002年）饰 巴特
- 《混世魔王程咬金》（1990年）饰 程咬金
- 《天堂之路》（1988年）饰 扎木苏
- 《成吉思汗》（1986年）饰 成吉思汗
- 《母亲湖》（1982年）饰 哈图
- 《祖国啊，母亲》（1977年）饰 哈斯

### 电视剧作品
- 《隋唐演义》（1995年）饰 程咬金
- 《水浒传》（1996年）饰 蒋门神
- 《北条时宗》（日本NHK大河剧）（2001年）饰 蒙哥
- 《吕布与貂蝉》（2002年）饰 董卓
- 《书剑恩仇录》（2002年）饰 木卓伦
- 《倚天屠龙记》（2003年）饰 汝阳王察罕帖木儿
- 《贞观之治》（2005年）饰 尉迟敬德